# Каплан, Гилберт
Гилберт Эдмунд Каплан (англ. Gilbert E. Kaplan; 3 марта 1941, Нью-Йорк, США — 1 января 2016) — американский бизнесмен, журналист и дирижёр-любитель.

## Биография
Учился в Университете Дьюка, Новой школе и Школе права Нью-Йоркского университета.
Основал журнал по вопросам бизнеса Institutional Investor (1965), в скором времени достигший уровня 150.000 подписчиков и сделавший своего основателя миллионером. До 1984 года совмещал обязанности его владельца, издателя и главного редактора. Продав издание за 72 миллиона долларов, до 1990 года оставался его издателем и после ещё в течение трёх лет продолжал исполнять обязанности главного редактора.
В середине 1960-х годов увлёкся музыкой Густава Малера, и это увлечение постепенно начало занимать основную часть его жизни. Основал Фонд Каплана, посвящённый его исследованию и пропаганде. В особенности сосредоточил своё внимание на Второй симфонии композитора: приобрёл её авторскую рукопись, которую в 1986 году опубликовал факсимильно, и выучился дирижированию ради того, чтобы исполнять именно это произведение. В 1982 г. дебютировал как дирижёр с Американским симфоническим оркестром на неофициальном концерте для участников саммита Международного валютного фонда. Выступал со Второй симфонией Малера с многими ведущими оркестрами мира. В 1996 году Каплан с Лондонским симфоническим оркестром открыл исполнением Второй симфонии программу одного из самых престижных музыкальных фестивалей в мире — Зальцбургского. 9 декабря 2008 года Каплан дирижировал Нью-Йоркским филармоническим оркестром в столетнюю годовщину премьеры симфонии, исполненной одним из предшественников этого коллектива, Нью-Йоркским симфоническим оркестром, под управлением автора. Каплан также дважды записал симфонию — с Лондонским симфоническим оркестром в 1987 году и с Венским филармоническим оркестром в 2002 году; первая из этих записей была продана в количествах, превосходящих продажи той же симфонии с такими дирижёрами, как Леонард Бернстайн, Пьер Булез и Клаудио Аббадо. Среди других проектов Каплана — выпущенный им «Малеровский альбом» (англ. The Mahler Album), биография композитора с обильными иллюстрациями. В 1997] г. он провёл цикл из 13 еженедельных радиопередач, посвящённых Малеру, который транслировали 350 различных радиостанций США.
В среде профессиональных музыкантов деятельность Каплана встречает серьёзную критику: музыканты оркестров, выступавших под его управлением, отзываются о нём как о посредственности, не только не подготовленной технически к работе с ведущими оркестрами мира, но и неспособной соответствовать духовному величию исполняемого произведения. Неприятие профессионалов сочетается, однако, с энтузиазмом любителей музыки. Бизнес-консультант Бодо Шефер в книге «Законы победителей» приводит Каплана как пример человека, сумевшего реализовать свою мечту. Сообщается, что в 1994 году после выступления Каплана во главе Мельбурнского симфонического оркестра к нему обратился с восторженной речью не менее фанатичный поклонник Малера, тогдашний премьер-министр Австралии Пол Китинг.

## Дискография
- Gustav Mahler: Symphony no. 2 in C minor «Resurrection». Benita Valente, soprano; Maureen Forrester, alto; Gilbert E Kaplan; London Symphony Chorus.; London Symphony Orchestra. 1988
- From Mahler With Love. Gustav Mahler: Adagietto, from Symphony no. 5; Gilbert E Kaplan; London Symphony Orchestra. 1992
- Mahler plays Mahler. The Welte-Mignon piano rolls. Gilbert Kaplan, Executive Producer. 1993
- The Kaplan Mahler edition. 1996. (contains Symphony No. 2, Adagietto from Symphony No. 5, the Mahler piano rolls, recorded recollections of musicians who performed with Mahler plus a CD-ROM part containing 150 pictures from The Mahler Album)
- Gustav Mahler: Symphony No. 2. Latonia Moore, soprano; Nadja Michael, mezzo-soprano; Gilbert Kaplan; Wiener Singverein; Wiener Philharmoniker. Deutsche Grammophon 2003